# WWE Tag Team Championship
Il WWE Tag Team Championship è un titolo di wrestling per la categoria di coppia della WWE ed esclusivo del roster di SmackDown ed è detenuto dai The Wyatt Sicks, Dexter Lumis e Joe Gacy dal 11 luglio 2025.
Venne creato dopo che il Raw Tag Team Championship, divenne un'esclusiva di Raw in seguito al ritorno della Brand Extension, culminata il 19 luglio 2016 con il Draft.

## Storia

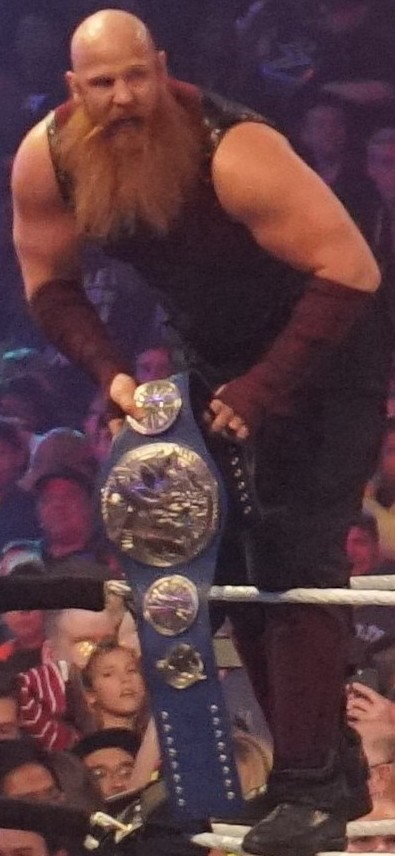
Rowan con la prima versione del titolo (2016–2024)

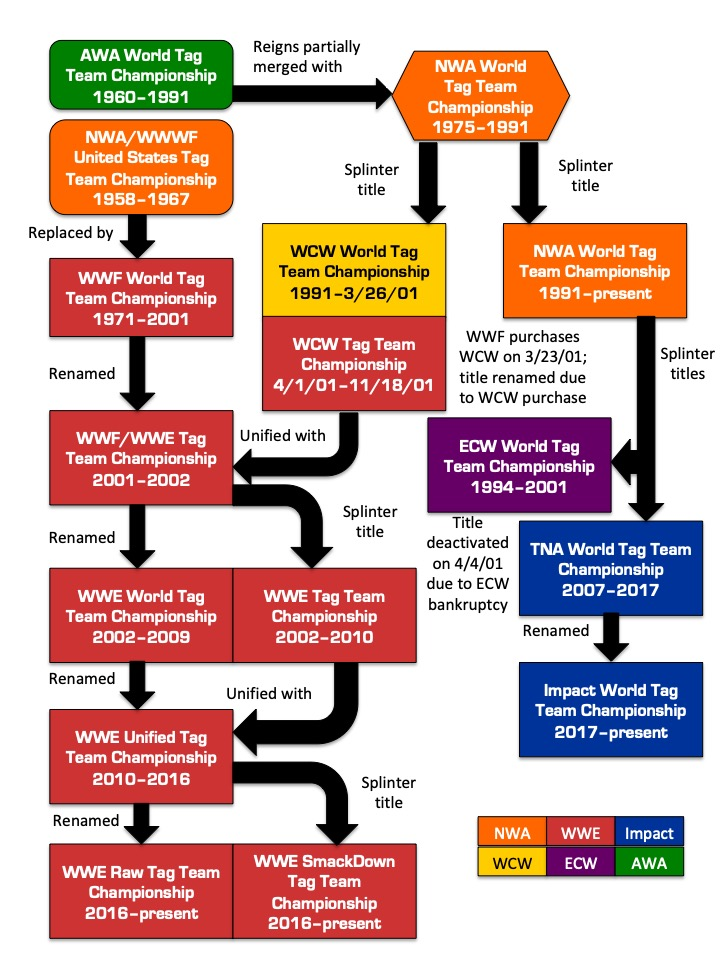
Un diagramma che mostra l'evoluzione di diversi titoli di coppia di wrestling, incluso lo SmackDown Tag Team Championship

Il WWE Tag Team Championship è il titolo di coppia più recente della WWE dopo il World Tag Team Championship. A seguito del Draft avvenuto il 19 luglio 2016, i detentori del WWE Tag Team Championship, il New Day, passarono al roster di Raw (con conseguente cambio di nome del titolo in Raw Tag Team Championship). Per sopperire alla mancanza dei titoli di coppia per il roster di SmackDown, il 23 agosto il General Manager Daniel Bryan e il Commissioner Shane McMahon indissero un torneo per decretare i nuovi detentori dello SmackDown Tag Team Championship; tale torneo culminò l'11 settembre 2016 a Backlash con la vittoria di Heath Slater e Rhyno sugli Usos.
Il 9 ottobre, per effetto del Draft, i campioni Kofi Kingston e Xavier Woods del New Day passarono al roster di Raw. Tuttavia, il 12 ottobre 2020, i detentori del Raw Tag Team Championship, gli Street Profits passarono a SmackDown per effetto del Draft, e dunque scambiarono i titoli di coppia di Raw con quelli di SmackDown di Kingston e Woods del New Day. Il 16 maggio 2021, a WrestleMania Backlash, Dominik Mysterio e Rey Mysterio sconfissero Dolph Ziggler e Robert Roode conquistando i titoli di coppia di SmackDown, diventando i primi padre e figlio ad aver vinto i titoli di coppia in WWE.
Il 20 maggio 2022, a SmackDown, gli Usos, detentori dei titoli di coppia di SmackDown, sconfissero gli RK-Bro unificando lo SmackDown Tag Team Championship con il Raw Tag Team Championship appena vinto per formare l'Undisputed WWE Tag Team Championship. Nonostante l'unificazione, i due titoli rimasero indipendenti.
L'8 maggio 2023, a seguito del Draft, i campioni Kevin Owens e Sami Zayn vennero assegnati al roster di Raw e, pertanto, venne stabilito che i titoli potevano venire difesi sia a Raw che a SmackDown.
Il 19 aprile 2024 il titolo venne rinominato WWE Tag Team Championship.

## Cintura
La cintura è identica al design del WWE Tag Team Championship usato dal 2002 al 2009. Quando era noto come SmackDown Tag Team Championship, il design era identico a quello del Raw Tag Team Championship con la differenza che era di cuoio blu e ha una placca rotonda color argento al centro, con due elmi greci in posizione uno l'opposto all'altro e due placche laterali rotonde argentee da ambedue i lati, le prime due con il logo della WWE le altre due con due elmi greci; sulla placca centrale, decorata in stile greco, vi è il logo della WWE e la scritta "Tag Team Wrestling Champions".

## Nomi
| Nome                                | Anni                             |
| ----------------------------------- | -------------------------------- |
| WWE SmackDown Tag Team Championship | 11 settembre 2016–12 aprile 2024 |
| WWE Tag Team Championship           | 19 aprile 2024–presente          |

## Albo d'oro
Statistiche aggiornate al 26 luglio 2025.
| #  | Team                                                     | Regni | Data              | Giorni | Località                     | Evento                           | Note | Fonti         |
| -- | -------------------------------------------------------- | ----- | ----------------- | ------ | ---------------------------- | -------------------------------- | --- | ------------- |
| 1  | Heath Slater e Rhyno                                     | 1     | 11 settembre 2016 | 84     | Richmond, Virginia           | Backlash                         | Slater e Rhyno sconfissero gli Usos nella finale del torneo per l'assegnazione dei titoli. | [ 11 ]        |
| 2  | The Wyatt Family (Bray Wyatt, Luke Harper e Randy Orton) | 1     | 4 dicembre 2016   | 23     | Dallas, Texas                | TLC: Tables, Ladders & Chairs    | Oltre a Orton e Wyatt, anche Harper venne riconosciuto come campione sotto la "Freebird Rule". | [ 12 ] [ 13 ] |
| 3  | American Alpha                                           | 1     | 27 dicembre 2016  | 84     | Rosemont, Illinois           | SmackDown                        | In un four corners elimination match che comprendeva anche Heath Slater e Rhyno e gli Usos. Harper e Orton difesero i titoli in questo match, e furono gli ultimi ad essere eliminati. | [ 14 ]        |
| 4  | The Usos                                                 | 1     | 21 marzo 2017     | 124    | Uncasville, Connecticut      | SmackDown                        | | [ 15 ]        |
| 5  | The New Day                                              | 1     | 23 luglio 2017    | 28     | Filadelfia, Pennsylvania     | Battleground                     | Oltre a Kingston e Woods, anche Big E venne riconosciuto come campione sotto la "Freebird Rule". | [ 16 ]        |
| 6  | The Usos                                                 | 2     | 20 agosto 2017    | 23     | Brooklyn, New York           | SummerSlam                       | Big E e Woods difesero i titoli in questo match. | [ 17 ]        |
| 7  | The New Day                                              | 2     | 12 settembre 2017 | 26     | Las Vegas, Nevada            | SmackDown                        | In un sin city street fight. Oltre a Big E e Kingston, anche Woods venne riconosciuto come campione sotto la "Freebird Rule". | [ 18 ]        |
| 8  | The Usos                                                 | 3     | 8 ottobre 2017    | 182    | Detroit, Michigan            | Hell in a Cell                   | In un hell in a cell match. Big E e Woods difesero i titoli in questo match. | [ 19 ]        |
| 9  | The Bludgeon Brothers                                    | 1     | 8 aprile 2018     | 135    | New Orleans, Louisiana       | WrestleMania 34                  | In un triple threat tag team match che comprendeva anche il New Day. | [ 20 ]        |
| 10 | The New Day                                              | 3     | 21 agosto 2018    | 56     | Brooklyn, New York           | SmackDown                        | In un no disqualification match. Oltre a Kingston e Woods, anche Big E venne riconosciuto come campione sotto la "Freebird Rule". | [ 21 ]        |
| 11 | The Bar                                                  | 1     | 16 ottobre 2018   | 103    | Washington                   | SmackDown 1000                   | Big E e Woods difesero i titoli in questo match. | [ 22 ]        |
| 12 | The Miz e Shane McMahon                                  | 1     | 27 gennaio 2019   | 21     | Phoenix, Arizona             | Royal Rumble                     | | [ 23 ]        |
| 13 | The Usos                                                 | 4     | 17 febbraio 2019  | 51     | Houston, Texas               | Elimination Chamber              | | [ 24 ]        |
| 14 | The Hardy Boyz                                           | 1     | 9 aprile 2019     | 21     | Brooklyn, New York           | SmackDown                        | | [ 25 ]        |
| —  | Vacante                                                  | —     | 30 aprile 2019    | —      | Columbus, Ohio               | SmackDown                        | Resi vacanti a causa di un infortunio di Jeff Hardy al ginocchio. | [ 26 ]        |
| 15 | Daniel Bryan e Rowan                                     | 1     | 7 maggio 2019     | 68     | Louisville, Kentucky         | SmackDown                        | Bryan e Rowan sconfissero gli Usos in un match per la riassegnazione dei titoli. | [ 27 ]        |
| 16 | The New Day                                              | 4     | 14 luglio 2019    | 63     | Filadelfia, Pennsylvania     | Extreme Rules                    | In un triple threat tag team match che comprendeva anche gli Heavy Machinery. Oltre a Big E e Woods, anche Kingston, retroattivamente dal 17 aprile 2020, venne riconosciuto come campione sotto la "Freebird Rule".                                                                              | [ 28 ]        |
| 17 | The Revival                                              | 1     | 15 settembre 2019 | 54     | Charlotte, Carolina del Nord | Clash of Champions               | Big E e Woods difesero i titoli in questo match. | [ 29 ]        |
| 18 | The New Day                                              | 5     | 8 novembre 2019   | 111    | Manchester                   | SmackDown                        | Oltre a Big E e Kingston, anche Woods, retroattivamente dal 17 aprile 2020, venne riconosciuto come campione sotto la "Freebird Rule". | [ 30 ]        |
| 19 | John Morrison e The Miz                                  | 1     | 27 febbraio 2020  | 50     | Riad                         | Super ShowDown                   | Big E e Kingston difesero i titoli in questo match. | [ 31 ]        |
| 20 | The New Day                                              | 6     | 17 aprile 2020    | 93     | Orlando, Florida             | SmackDown                        | Big E, in rappresentanza del New Day, vinse un triple threat match che comprendeva anche Jey Uso (in rappresentanza degli Usos) e The Miz (in rappresentanza di sé stesso e John Morrison). Oltre a Big E, anche Kingston e Woods vennero riconosciuti come campioni sotto la "Freebird Rule".    | [ 32 ]        |
| 21 | Cesaro e Shinsuke Nakamura                               | 1     | 19 luglio 2020    | 82     | Orlando, Florida             | The Horror Show at Extreme Rules | In un tables match. Big E e Kingston difesero i titoli in questo match. | [ 33 ]        |
| 22 | The New Day (Kofi Kingston e Xavier Woods)               | 7     | 9 ottobre 2020    | 3      | Orlando, Florida             | SmackDown                        | Kingston e Woods vinsero i titoli come membri del New Day assieme a Big E. Tuttavia, i due vennero mandati a Raw per effetto del Draft subito dopo la loro vittoria, venendo separati da Big E, che non venne riconosciuto come campione sotto la "Freebird Rule".                                | [ 34 ]        |
| 23 | Street Profits                                           | 1     | 12 ottobre 2020   | 88     | Orlando, Florida             | Raw                              | A seguito del passaggio degli Street Profits al roster di SmackDown, questi cedettero il Raw Tag Team Championship a Kingston e Woods (passati al roster di Raw) in cambio dello SmackDown Tag Team Championship.                                                                                 | [ 35 ]        |
| 24 | Dolph Ziggler e Robert Roode                             | 1     | 8 gennaio 2021    | 128    | Saint Petersburg, Florida    | SmackDown                        | | [ 36 ]        |
| 25 | Rey Mysterio e Dominik Mysterio                          | 1     | 16 maggio 2021    | 63     | Tampa, Florida               | WrestleMania Backlash            | | [ 7 ]         |
| 26 | The Usos                                                 | 5     | 18 luglio 2021    | 622    | Fort Worth, Texas            | Money in the Bank                | Il 20 maggio 2022, a SmackDown, gli Usos sconfissero gli RK-Bro unificando lo SmackDown Tag Team Championship con il Raw Tag Team Championship per formare l'Undisputed WWE Tag Team Championship. Nonostante l'unificazione, i due titoli rimasero indipendenti.                                 | [ 37 ] [ 38 ] |
| 27 | Kevin Owens e Sami Zayn                                  | 1     | 1º aprile 2023    | 154    | Inglewood, California        | WrestleMania 39                  | L'8 maggio 2023, a seguito del Draft, i titoli vennero difesi sia a Raw che a SmackDown. | [ 9 ] [ 39 ]  |
| 28 | The Judgment Day (Finn Bálor e Damian Priest)            | 1     | 2 settembre 2023  | 35     | Pittsburgh, Pennsylvania     | Payback                          | In uno steel city street fight. | [ 40 ]        |
| 29 | Cody Rhodes e Jey Uso                                    | 1     | 7 ottobre 2023    | 9      | Indianapolis, Indiana        | Fastlane                         | | [ 41 ]        |
| 30 | The Judgment Day (Finn Bálor e Damian Priest)            | 2     | 16 ottobre 2023   | 173    | Oklahoma City, Oklahoma      | Raw                              | | [ 42 ]        |
| 31 | A-Town Down Under                                        | 1     | 6 aprile 2024     | 90     | Filadelfia, Pennsylvania     | WrestleMania XL                  | In un six-pack tag team ladder match che comprendeva anche i New Catch Republic, il New Day, R-Truth e The Miz e i #DIY. Nel match era in palio anche il Raw Tag Team Championship, che venne vinto da R-Truth e The Miz. Il 19 aprile 2024 il titolo venne rinominato WWE Tag Team Championship. | [ 43 ] [ 44 ] |
| 32 | #DIY                                                     | 1     | 5 luglio 2024     | 28     | Toronto                      | SmackDown                        | | [ 45 ]        |
| 33 | Bloodline (Tama Tonga e Jacob Fatu/Tonga Loa)            | 1     | 2 agosto 2024     | 84     | Cleveland, Ohio              | SmackDown                        | Nella puntata di SmackDown del 23 agosto 2024, per ordine di Solo Sikoa, Jacob Fatu lasciò la cintura a Tonga Loa. | [ 46 ] [ 47 ] |
| 34 | Motor City Machine Guns                                  | 1     | 25 ottobre 2024   | 42     | Brooklyn, New York           | SmackDown                        | | [ 48 ]        |
| 35 | #DIY                                                     | 2     | 6 dicembre 2024   | 232    | Minneapolis, Minnesota       | SmackDown                        | | [ 49 ]        |
| 36 | Street Profits                                           | 2     | 14 marzo 2025     | 119    | Barcellona                   | SmackDown                        | | [ 50 ]        |
| 37 | The Wyatt Sicks (Dexter Lumis e Joe Gacy)                | 1     | 11 luglio 2025    | 15     | Nashville, Tennessee         | SmackDown                        | | [ 51 ]        |